# Estadio Universitario (PUCE-SI)
El Estadio Universitario de la Pontificia Universidad Católica del Ecuador Sede Ibarra es un estadio educativo y estadio multiusos. Está ubicado entre las avenidas Aurelio Espinosa Pólit y Jorge Guzmán Rueda en el Campus de la Pontificia Universidad Católica del Ecuador sede Ibarra en la Ciudadela Universitaria en el Sector La Victoria, de la ciudad de Ibarra, Es usado mayoritariamente para la práctica del fútbol, y allí juega como local el Club Social, Cultural y Deportivo PUCE-SI, equipos de la Segunda División del fútbol ecuatoriano. Tiene capacidad para 6000 espectadores.
El estadio cumplió un gran papel en el fútbol local, ya que el Club Social, Cultural y Deportivo PUCE-SI hacía de local en este escenario deportivo.
Asimismo, este estadio es sede de distintos eventos deportivos universitarios a nivel local y universitario y todos los tipos de eventos, especialmente cultura física y educación física (que también se realizan en las Canchas Deportivas de la Pontificia Universidad Católica del Ecuador sede Ibarra).